# Betsy Ann Hisle

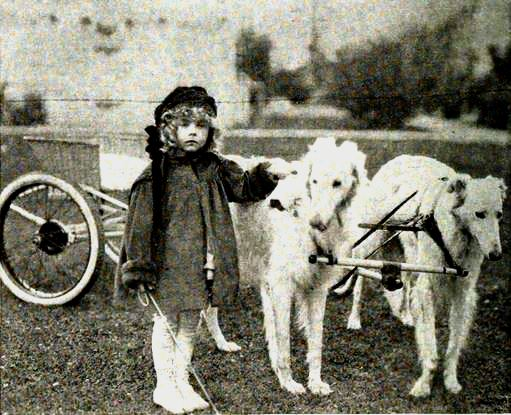
Hisle y un equipo de loberos rusos (Borzoi), en la página 96 de Photoplay de octubre de 1922.

Betsy Ann Hisle (nacida Juanita J. Hisle; 30 de mayo de 1917 – 20 de septiembre de 1978) fue una actriz infantil estadounidense. Es mejor conocida por aparecer en Nellie, the Beautiful Cloak Model (1924), The Way of All Flesh (1927) y Sorrell and Son (1927).

## Filmografía
| Year | Title                                                 | Role                              | Notes                         |
| ---- | ----------------------------------------------------- | --------------------------------- | ----------------------------- |
| 1921 | The Poverty of Riches                                 | Niña pequeña                      | (sin acreditar)               |
| 1922 | Fire Fighters                                         | Mabel 'Mike'                      | (como Hal Roach's Rascals)    |
| 1922 | The Kentucky Derby                                    | Niña pequeña                      | (sin acreditar)               |
| 1922 | A Blind Bargain                                       | Niña pequeña                      | (sin acreditar)               |
| 1923 | Look Your Best                                        | Niña pequeña                      | (sin acreditar)               |
| 1923 | The Sheik of Hollywood                                | Niña pequeña                      | (cortometraje, sin acreditar) |
| 1924 | Pied Piper Malone                                     | Niña                              | (sin acreditar)               |
| 1924 | Poisoned Paradise: The Forbidden Story of Monte Carlo | Niña pequeña alimentando palomas  | (sin acreditar)               |
| 1924 | The Fighting Coward                                   | Niña pequeña                      | (sin acreditar)               |
| 1924 | A Boy of Flanders                                     | Niña pequeña                      | (sin acreditar)               |
| 1924 | Nellie, the Beautiful Cloak Model                     | Nellie a los 5 años               | (sin acreditar)               |
| 1924 | Sherlock Jr.                                          | Niña pequeña                      | (sin acreditar)               |
| 1924 | The Hollywood Kid                                     | La hija mayor de Pico             |                               |
| 1924 | Girl Shy                                              | Niña pequeña                      | (sin acreditar)               |
| 1924 | Going East                                            | Niña pequeña                      | (sin acreditar)               |
| 1924 | Dark Stairways                                        | Niña pequeña                      | (sin acreditar)               |
| 1924 | Her Marriage Vow                                      | La hija de Hilton                 | (como Dorothy Vaughn)         |
| 1924 | Dynamite Dan                                          | Niña pequeña                      | (sin acreditar)               |
| 1924 | Husbands and Lovers                                   | Niña pequeña                      | (sin acreditar)               |
| 1924 | All Night Long                                        | una de las hijas de Harry         | cortometraje                  |
| 1924 | Gold Heels                                            | pequeña Jane                      |                               |
| 1925 | The Golden Bed                                        | Niña                              | (sin acreditar)               |
| 1925 | A Thief in Paradise                                   | Niña pequeña                      | (sin acreditar)               |
| 1925 | Scarlet and Gold                                      | La niña pequeña                   |                               |
| 1925 | The Dressmaker from Paris                             | Niña pequeña                      | (sin acreditar)               |
| 1925 | Sally                                                 | Niña pequeña                      | (sin acreditar)               |
| 1925 | Remember When?                                        | Harry de niño                     | cortometraje                  |
| 1925 | Zander the Great                                      | Niña pequeña                      | (sin acreditar)               |
| 1925 | Rose of the Desert                                    | Chica                             |                               |
| 1925 | The Dark Angel                                        | Chica con flores                  |                               |
| 1926 | The Greater Glory                                     | Lily                              |                               |
| 1926 | Buster's Mix-Up                                       | Niño en una fiesta                | cortometraje                  |
| 1926 | The Scarlet Letter                                    | Niña                              | (sin acreditar)               |
| 1926 | Beau Geste                                            | Isabel Rivers - joven             | (sin acreditar)               |
| 1927 | The Way of All Flesh                                  | Charlotte                         |                               |
| 1927 | Sorrell and Son                                       | Molly de niña                     |                               |
| 1928 | Laugh, Clown, Laugh                                   | Niña pequeña en la muerte de Tito | (sin acreditar)               |
| 1930 | The Sins of the Children                              | Katherine Wagenkampf de niña      | (sin acreditar)               |
| 1933 | Jennie Gerhardt                                       | Veronica Gerhardt                 | (sin acreditar)               |